# Arroyo Naranjo
Pour les articles homonymes, voir Arroyo et Naranjo (homonymie).
Arroyo Naranjo est l'une des quinze municipalités de la ville de La Havane à Cuba. 
On y trouve l’église paroissiale Sainte-Barbe, souvent considérée comme un sanctuaire national.

## Personnalités nées à Arroyo Naranjo
- Yan Bartelemí (1980-), boxeur, champion olympique en 2004, à Athènes.